# Elias Andra
Elias Andra, alias Bones, né le 14 octobre 1973, est le batteur de Julien K et Dead by Sunrise. Il a fait partie des groupes Psycho Plague, Stoned Heavy et OutKast.